# Eustroma debilitata
Eustroma debilitata là một loài bướm đêm trong họ Geometridae.